# 感謝祭
感謝祭（かんしゃさい）またはサンクスギビング（英語: Thanksgiving Day）とは、アメリカ合衆国やカナダなどで祝われる祝日のひとつ。Thanksgiving と略称されたり、あるいは七面鳥の日（Turkey Day）と呼んだりもする。アメリカでは毎年11月の第4木曜日、カナダでは毎年10月の第2月曜日になっている。日本のプロテスタントでは、収穫感謝日（しゅうかくかんしゃび）と呼ぶ。日本で当日はこのために割り当てられた祝日は無いが、本項で説明する行為が行われる場合もある。
感謝祭には感謝や祭という文字が含まれているが、何かを感謝するための祭りを示す上位概念を示すものではなく、単に本項で説明する日を示す言葉である。

## 概要

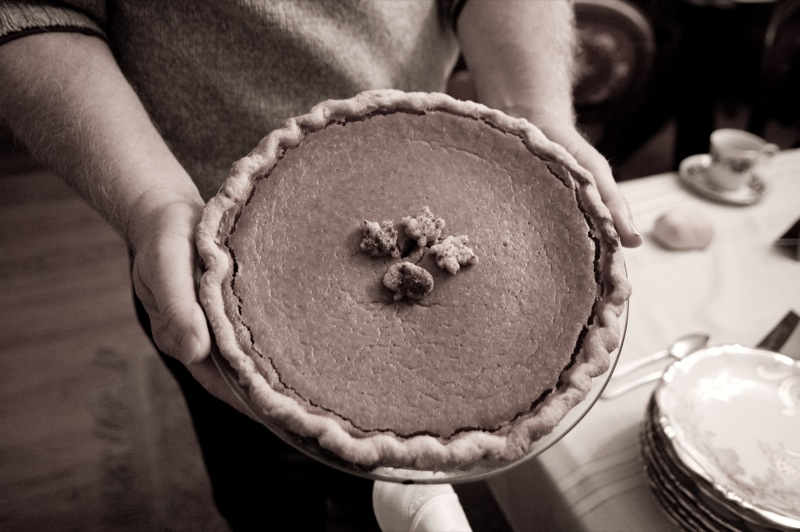
感謝祭のパンプキンパイ

収穫と前年の祝福に感謝と犠牲を捧げる日として始まった。感謝祭は、カナダでは10月の第2月曜日に、米国では11月の第4木曜日に、その他の場所では1年のほぼ同じ時期に祝われる。感謝の祈りと特別な感謝祭は、収穫後やその他の時期にほとんどすべての宗教に共通している。感謝祭は宗教的および文化的伝統に歴史的なルーツがあるが、世俗的な休日としても長い間祝われてきた。
感謝祭のメインは感謝祭の夕食で、親族や友人と祝う。アメリカでは、テレビでアメリカンフットボールの試合を放映していることがあり、観戦する家庭も多い。

### 感謝祭の食事
伝統的な正餐のメインディッシュとなるのは、七面鳥の中に角切りにしたパンを用いた詰め物（「スタッフィング（stuffing）」または「ドレッシング（dressing）」と呼ばれる）や野菜、ハーブなどの詰め物を入れた大きな七面鳥の丸焼きである。そのため、感謝祭の日は「七面鳥の日」（Turkey Day）と口語的に呼ばれることもある。切り分けた七面鳥にグレービーソースとクランベリーソースを添えて供する。ベジタリアン向けには、七面鳥を模し豆腐や麩で作った食品（トーファーキーなど）も市販されている。

#### 副菜
副菜には、以下のような料理がある。ほとんど同じ献立をクリスマスの正餐に用いる家庭が多い。
- マッシュポテト[3]
- グレービーソース[4]
- オレンジ色のサツマイモの料理
- グリーンビーンキャセロール[3] - インゲン豆とマッシュルームをクリームソースで煮込み、オーブンで焼き上げた料理[3]
- ヤム芋の甘露煮[7]
- コーンブレッド - コーンミールやコーングリッツを使った簡素なパン[8]

デザートには、アップルパイやパンプキンパイが供されることが多い。
感謝祭の伝統的な食事をいつ摂るかは、昼食、夕食、午後4時ごろなど、家庭によって異なる。

## 歴史

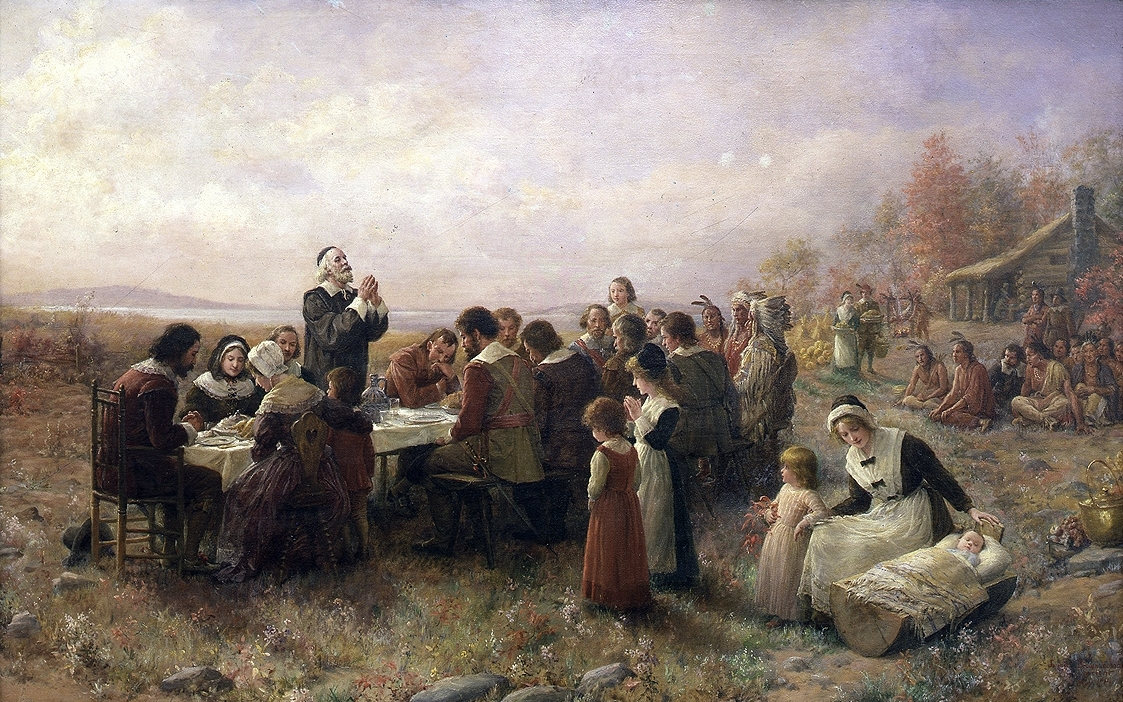
プリマスでの最初の感謝祭

感謝祭は、イギリスからマサチューセッツ州のプリマス植民地に移住したピルグリム・ファーザーズの最初の収穫を記念する行事であると一般的に信じられている。ピルグリムがプリマスに到着した1620年の冬は大変厳しく、大勢の死者を出したが、翌年、近隣に居住していたインディアンのワンパノアグ族からトウモロコシなどの新大陸での作物の栽培知識の教授を得て生き延びられた。1621年の秋は、特に収穫が多かったので、ピルグリムファーザーズはワンパノアグ族を招待して、神の恵みに感謝して共にご馳走をいただいたことが始まりであるとされる。イギリス人の入植者もワンパノアグ族も秋の収穫を祝う伝統を持っていて、この年のこの出来事は特に感謝祭と位置づけられてはいなかった。プリマス植民地で最初に祝われた1623年の感謝祭は食事会というよりもどちらかというと教会で礼拝を行って、神に感謝を捧げる宗教的な意味合いが強かった。

### 前史
北米での感謝祭の休日の歴史は、プロテスタント改革にさかのぼる英国の伝統に根ざしている。ニューイングランドでの収穫祭は、現代の感謝祭の祝日が祝われる11月下旬のかなり前に行われるが、収穫祭の側面もある。
イギリスの伝統では、ヘンリー8世の治世のイギリス宗教改革の間、そしてカトリック暦の多数の宗教上の祝日への反応として、感謝祭と特別な感謝祭の宗教的奉仕の日が重要になった。1536年以前は、95の教会の祝日と、52の日曜日があり、人々は教会に出席して仕事をやめ、時には高額なお祝いの費用を支払う必要があった。1536年の改革により、教会の祝日は27に減ったが、一部のピューリタンは、クリスマスとイースターを含むすべての教会の祝日を廃止したいと考えていた。ピューリタンが特別な摂理の行為と見なした出来事に応え、休日は特別に呼ばれる屈辱と感謝祭の日によって置き換えられる事になっていた。予期せぬ災害や上からの判断の脅威は断食の日を求めた。神から来たと見なされる特別な祝福は、感謝祭の日を求めた。例えば1611年の干ばつ、1613年の洪水、1604年と1622年の疫病のために、断食の日が呼び出された。感謝の日は、1588年のアルマダの海戦への勝利と、1605年のアン・オブ・デンマークの救出に続いて呼び出された。珍しい毎年恒例の感謝祭の日は、1605年のガンパウダープロットの失敗に続いて1606年に始まり、11月5日にガイ・フォークスの日に発展した。

### アメリカ合衆国における感謝祭の歴史

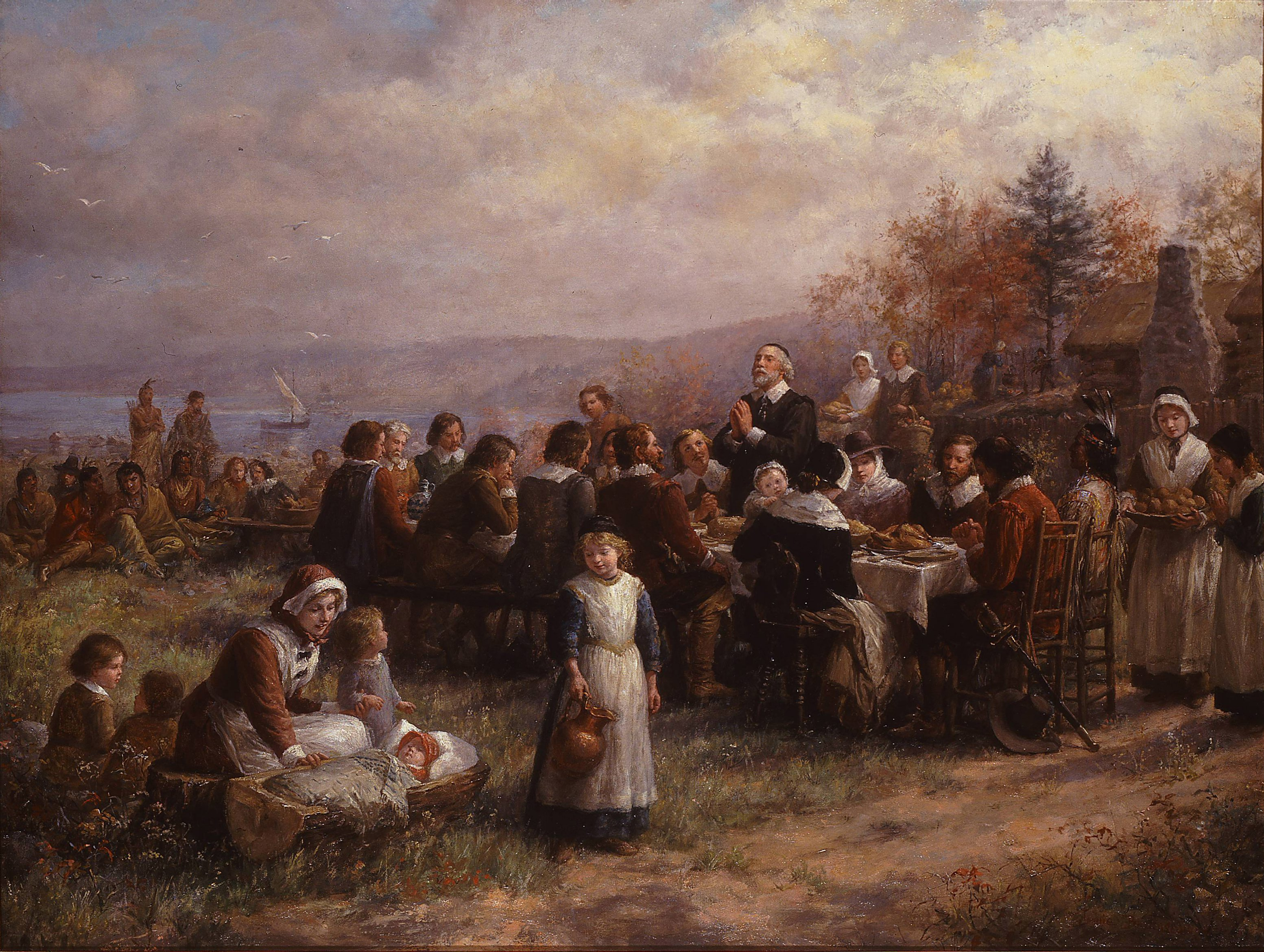
プリマスでの感謝祭

もともと、ニューイングランドを開拓したピューリタンの間には、共同体の節目節目に聖職者の宣言によって不定期に感謝祭を開く習慣があった。一部のピューリタンの教義の中に、クリスマスや復活祭を含む、ローマ教会の祝日を全て廃止しようとする考え方があったからである。現在の感謝祭の起源として一般に信じられているのは、イギリスから現在のマサチューセッツ州のプリマスに宗教的自由を求めて移住して来たピルグリム・ファーザーズと呼ばれる入植者の一団が、本国から持ってきた種子などで農耕を始めたところ、現地の土壌に合わず飢饉による餓死者まで出したところ、アメリカ先住民の助けにより危機を脱したので、その感謝を表す目的で1621年に先住民を招いて収穫を祝う宴会を開いたことである。現場にいたウィリアム・ブラッドフォードやエドワード・ウィンズローらの私記によれば、宴会は3日間続き、入植者53人と先住民90人が参加したとある。1623年7月30日には、最初の正式な感謝祭が開かれた。
1620年に彼らがアメリカ大陸に来た時点で、ニューイングランド周辺にいたインディアンのうち、約90%は病気により死亡していた。その理由としては、1492年にコロンブスがアメリカにやってきた際に、当時アメリカ大陸内では存在しなかったヨーロッパから運ばれたインフルエンザウイルス、その他の病原体に対する抵抗力が無かったということがある。その結果、1620年にピルグリムファーザーズがプリマス植民地にやってきた際には、無人状態となったインディアン達の住居や日用品を使うことで厳しい冬を過ごす事ができたという。インディアン達が彼らに食料や毛皮のジャケットなどを提供、両者の間に友好関係があったとされるという事実は確認されているとは言いがたい。この異説によると、事実とは異なった話が一般になっている背景には、マサチューセッツ植民地の統治者ウィンスロップがアメリカにはインディアンとの間の戦争や虐殺、略奪という暗い歴史しか無いので、「明るい話を広めよう」と使われたとも言われている。白人の間で現在広く伝えられている“感謝祭”の歴史は史実とするには議論の余地がある。
感謝祭の数日間は、1621年と1623年のプリマスでの巡礼者の休日、1631年のボストンでのピューリタンの休日など、「最初の感謝祭」として識別されたニューイングランドの初期の歴史で開催された。ライデンアメリカ巡礼者博物館の館長である歴史家のジェレミー・バングスによると巡礼者たちは、ライデンに滞在している間、1574年にライデン包囲戦を救済するための感謝祭の年次奉仕を見て影響を受けた可能性がある。現在10月3日祭と呼ばれている、1617年のライデンの秋の感謝祭は、巡礼者のアメリカへの移住計画を加速させたと思われる宗派間の混乱の機会であった。
その後マサチューセッツ州で、1623年に植民地の感謝祭と祝宴を計画したウィリアム・ブラッドフォードなどの市民指導者によって宗教的な感謝祭が宣言された。ブラッドフォードは、1630年代後半のピクォート戦争での勝利に続いて、「戦いに勝利したことを神に感謝し、血なまぐさい勝利」を祝う感謝祭の宣言を発表した。毎年恒例の収穫祭を開催する慣行は、1660年代後半までニューイングランドでは定期的な出来事にはならなかった。
感謝祭の宣言は、1682年までは主にニューイングランドの教会指導者によって行われ、その後、アメリカ独立戦争後まで州と教会の指導者の両方によって行われた。革命期には、政治的影響が感謝祭の宣言の発行に影響を及ぼした。王室の知事、逆にジョン・ハンコック、ジョージ・ワシントン将軍、大陸会議などの愛国者の指導者によってさまざまな宣言がなされ、それぞれが彼らの目的に有利な出来事を神に感謝した。
その後、ジョージ・ワシントン、ジョン・アダムズ、ジェームズ・マディソンら初期の大統領の時代には、感謝祭は大統領宣言の形で不定期に祝われた。アメリカ合衆国大統領として、ジョージ・ワシントンは、1789年11月26日を記念して、アメリカで最初の全国的な感謝祭を宣言した。
19世紀の初頭になると、感謝祭は州知事の権限で宣言され、州によって祝われる日が異なるという状態が続いた。これを連邦国家の祝日として定着させたのは、第16代アメリカ合衆国大統領エイブラハム・リンカーンであった。父と息子が南軍・北軍に別れて互いに戦うほど悲惨であった南北戦争の終結後、彼は国内の融和を図り国家としての団結を取り戻すために感謝祭を連邦休日と定め、家族の集いを奨励した。この試みは成功し、感謝祭は単なる「大型連休」以上に、遠く離れた家族・親戚が再会して絆を深め合うアメリカの伝統として根付いている。とくに20世紀になって、先住民の歴史問題が意識されるようになると、子供たちも小学校低学年から、建国以前の入植者たちの困難とそれを助けた先住民の逸話に基づく感謝祭の意義を学ぶようになった。

#### アメリカ合衆国で最初に祝われた場所の議論

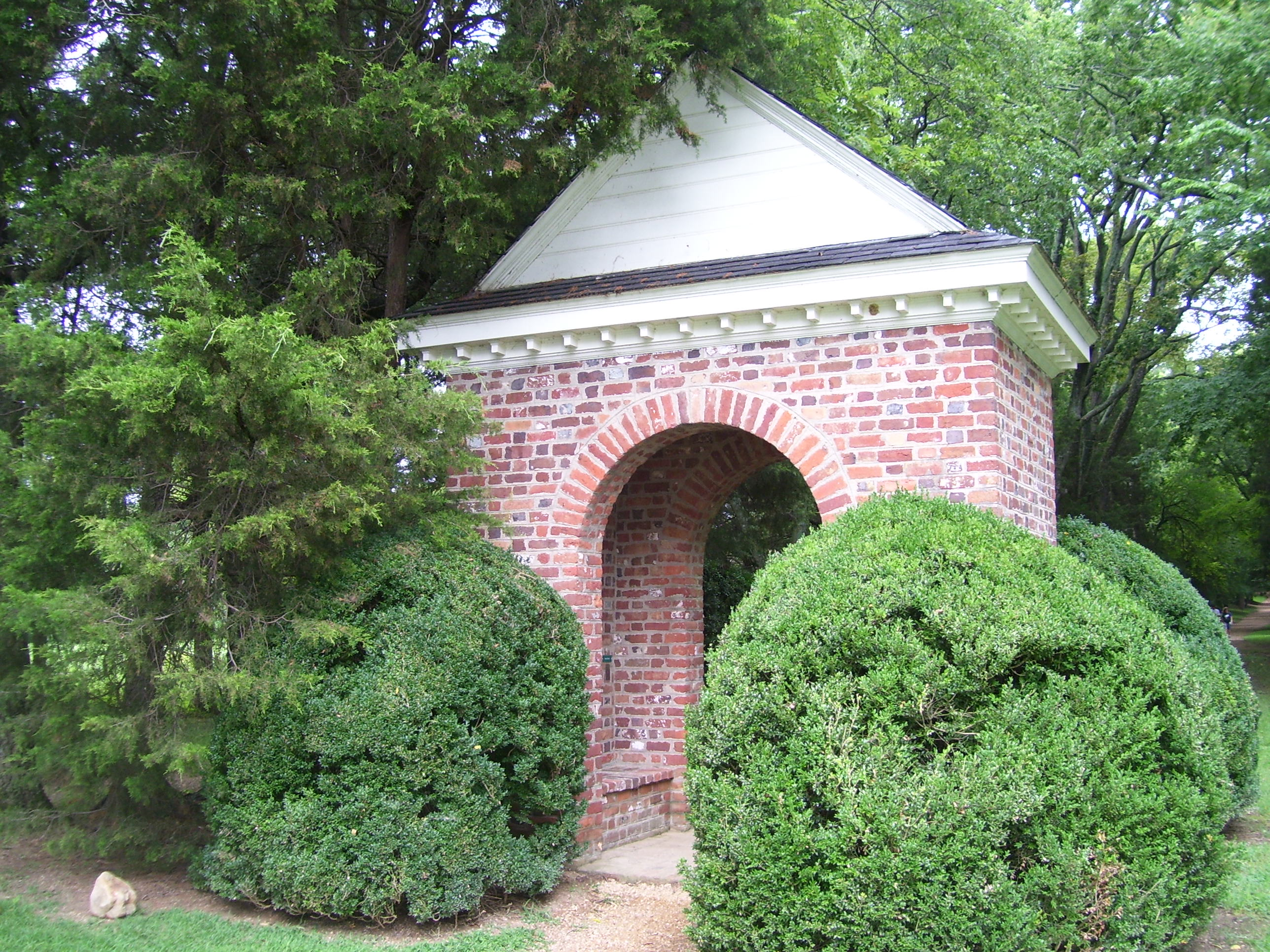
バージニア州チャールズシティ郡のバークレーハンドレッドにある1619年の最初の米国感謝祭の教会。

最初の感謝祭が米国のどこで開催されたかという問題は、主にニューイングランドとバージニア州の間で論争となっている。休日のお祝いまたは宗教的奉仕としての感謝祭の概念によって、質問は複雑になる。ジェイムズ・ベイカーは、「アメリカの休日の本当の起源はニューイングランドのカルヴァン主義の感謝祭であった。安息日と相まって、ピューリタンの儀式は、神の摂理に応えて感謝と賞賛のために週の間に取っておかれた特別な日であった」とした。ベイカーは、地域の主張に基づいて、この議論を「ビーンポットのテンペスト」および「素晴らしいナンセンス」と呼んでいる。

しかし、1619年にバージニア州のバークレー百の創設憲章に具体的に定められた感謝祭の日は、1963年11月5日に宣言3560を発行することにより、ジョンF.ケネディ大統領が地域の主張の間で妥協を図ろうとした試みに役立っている。
「3世紀以上前、孤独な荒野の故郷から遠く離れたバージニア州とマサチューセッツ州の私たちの祖先は、感謝の時間を取っています。任命された日に、彼らは自分たちの安全、子供たちの健康、 彼らの畑の肥沃さ、彼らを結びつけた愛、そして彼らを彼らの神と結びつけた信仰のために。」
他の主張には、1598年にテキサス州のサンエリザリオでスペイン人探検家が行った初期の宗教的奉仕が含まれる。フロリダ大学の歴史家ロビン・ジョイアとマイケル・ギャノンは、現在の米国での最初の感謝祭の奉仕は、現在のフロリダ州セントオーガスティンで、1565年9月8日にスペインのコミュニティによって祝われたと主張している。

### カナダにおける感謝祭の歴史
一部の歴史家によると、北米での感謝祭の最初のお祝いは、北西航路を求めてイギリスからマーティンフロビッシャーが1578年に航海したときに行われたとされる。しかしながら、他の研究者は「カナダの感謝祭の日の起源についての説得力のある物語はない」と述べている。

## 各国の感謝祭

### アメリカ合衆国の感謝祭
感謝祭は、祝日となるアメリカ合衆国の祝祭日（国家の日 National Holiday）のひとつである。サンクスギビングデーと、翌日のブラックフライデー（アフター・サンクスギビングデー）、その後の休日を合わせた4日の間は学校や会社が休みになる。また、学校や大学は丸々1週間休みになる地域もある。

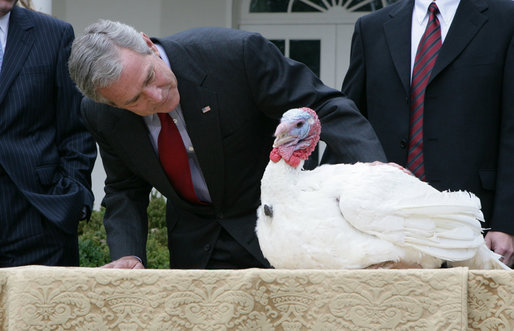
2007年の感謝祭に七面鳥に恩赦を与えるブッシュ大統領（当時）。七面鳥恩赦式

現代の感謝祭では、宗教的な意味合いはかなり弱くなっており、現代アメリカ人の意識の中では、たくさんの親族や友人が集まる大規模な食事会であり、大切な家族行事のひとつと位置づけられている。特に感謝祭前日と感謝祭休日最後となる日曜日は、空港、高速道路、鉄道などの交通機関が1年の中でも有数の大混雑・大渋滞となる。一方、感謝祭当日の空港などは対照的に非常に閑散としており、感謝祭が行楽のための休日ではなく家族や親戚が集うためのものであることを物語っている。
感謝祭の朝には、大統領が二羽の七面鳥を屠殺される運命から恩赦する（Turkey Pardon）という行事が、ホワイトハウスで行われる。ニューヨーク市の百貨店メイシーズでは、第二次世界大戦のために中断された1942年から1944年の間を除き、1924年から巨大な風船を用いたパレード「メイシーズ・サンクスギヴィング・デイ・パレード」が恒例行事となっている。また、通常は日曜日と月曜の夜しか行われないNFLの試合が3試合（1970年以降、ダラス・カウボーイズとデトロイト・ライオンズのホームゲーム2試合が行われるのが通例だったが、2006年以降、それ以外のチームのホームゲームが持ち回りで開催）行われる。
また感謝祭は季節的に本格的な冬の入りであり、各地の集会場などでは慈善団体などがホームレスなど「あまり幸運ではなかった（less lucky）」人々に温かい七面鳥料理をふるまうのも恒例である。
ニューヨーク州のように全米祝祭日の感謝祭当日のみを祭日とする所もあるが（学校や商店は休日とするところが多い）、多くの州は感謝祭の翌日の金曜日も祝日扱いとして4連休の感謝祭休日（Day After Thanksgiving）とし、中には感謝祭の前の水曜日から5連休とする州もある。感謝祭が過ぎるとクリスマスまで約ひと月となり、クリスマスプレゼントの購入に向けて消費が動くため、各小売店では感謝祭をクリスマス・セールの前哨戦と位置づけ、客足をあてこんで金曜日から特別セールを行う。
金曜日の大売り出しを境に、小売店の年間通算収支が黒字に転換するといわれていることから、感謝祭の翌日を「ブラック・フライデー」、週明けの月曜日にインターネットを利用してECサイトでプレゼントを購入する人が多いことから、感謝祭休み明けの月曜日を「サイバー・マンデー」と呼ぶ。
感謝祭からクリスマスまでのひと月は、小売店の年間の総売上で重要な期間となり、通説では小売業の年間売り上げの半分がこの一ヶ月に集中する。消費者向け製品を作る各社も、この「年末商戦」に間に合うように新製品を発売するのが通例である。

### カナダの感謝祭
カナダの感謝祭も、プリマス植民地での出来事を記念するものと考えられており、独立戦争後にアメリカ合衆国から英領カナダに移住した王党派（ロイヤリスト）が持ち込んだ習慣である。カナダの感謝祭は10月の第2月曜日なので通常3連休だが、金曜日も休日として4連休とする州もある。

### インディアンにおける感謝祭
インディアン達は「感謝祭」は、この日を境に先祖達の知識や土地がヨーロッパからの移民達に奪われた、「大量虐殺の始まりの日」としている。
1969年のアルカトラズ島占拠事件では、これに賛同したインディアンたちは「感謝祭の日」に合わせて数百人がアルカトラズ島に上陸した。
ワンパノアグ族を中心に、ニューイングランドのインディアン部族が結成する「ニューイングランド・アメリカインディアン連合」は、「ピルグリムファーザーズ」のこの「感謝祭」にぶつけて同じ日に、「全米哀悼の日」としてデモ抗議を毎年行い、喪服を着て虐殺された先祖達に祈りを捧げている。
また、感謝祭の翌日の金曜日は「アメリカインディアン遺産記念日」(American Indian Heritage Day)として、合衆国におけるアメリカ先住民の位置を認識し高めるための祝祭行事を行い、かれらの伝統文化や言語の遺産を再認識するための日になっている。

### オーストラリア
オーストラリア領のノーフォーク島では11月の最後の水曜日に感謝祭を祝っている。ノーフォーク島の感謝祭はアメリカの捕鯨船によりもたらされ、ノーフォーク島民の先祖である、ピトケアン島のバウンティ号の反乱者の子孫や捕鯨船の先祖を家族で祝う。

### ブラジル
ブラジルでは、1909年にセントパトリック大聖堂でワシントンの大使として見た記念式典に熱心だったジョアキン・ナブコ大使の提案により、1949年8月17日の法律781を通じて、ガスパル・デュトラ大統領によって全国感謝祭が制定された。1966年、法律5110は、感謝祭のお祝いが11月の第4木曜日に行われることを定めた。この日付は、ブラジルの福音ルーテル教会（アメリカ起源）、長老派教会、バプテスト教会、メソジスト教会、教会などプロテスタントのキリスト教宗派の他、ナザレ、およびメソジスト教派の大学によって、アメリカ起源の多くの家族によって祝われている。この日は、ブラジルのフォースクエア福音教会などの福音派教会によっても祝われる。

### グレナダ
西インド諸島のグレナダ島やカリブ海では、10月25日に祝われる感謝祭と呼ばれる国民の祝日がある。同じ名前でありながら、アメリカとカナダのバージョンとほぼ同時に祝われる。感謝祭の、この休日はそれらのお祝いのどちらとも無関係である。
代わりに、この休日は、1983年に米国主導の島への侵略の記念日を迎える。グレナダでは1983年10月25日にアメリカ軍のグレナダ侵攻があり、アメリカの軍事介入による共産主義からの解放を記念日として10月25日に感謝祭として祝っている。

### リベリア
リベリアでは11月の最初の木曜日に祝う。アメリカの黒人解放奴隷（アメリコ・ライベリアン）により建国されたため、アフリカのリベリアでも感謝祭が祝われている。感謝祭の伝統は、1821年に米国からの有色自由人によるアメリカ植民地協会の植民地としての米国の設立に根ざしている。
感謝祭は全国的に認められているが、主にリベリアの元々のアフリカ系アメリカ人入植者の子孫であるアメリコ・ライベリアンによって行われている。

### オランダ

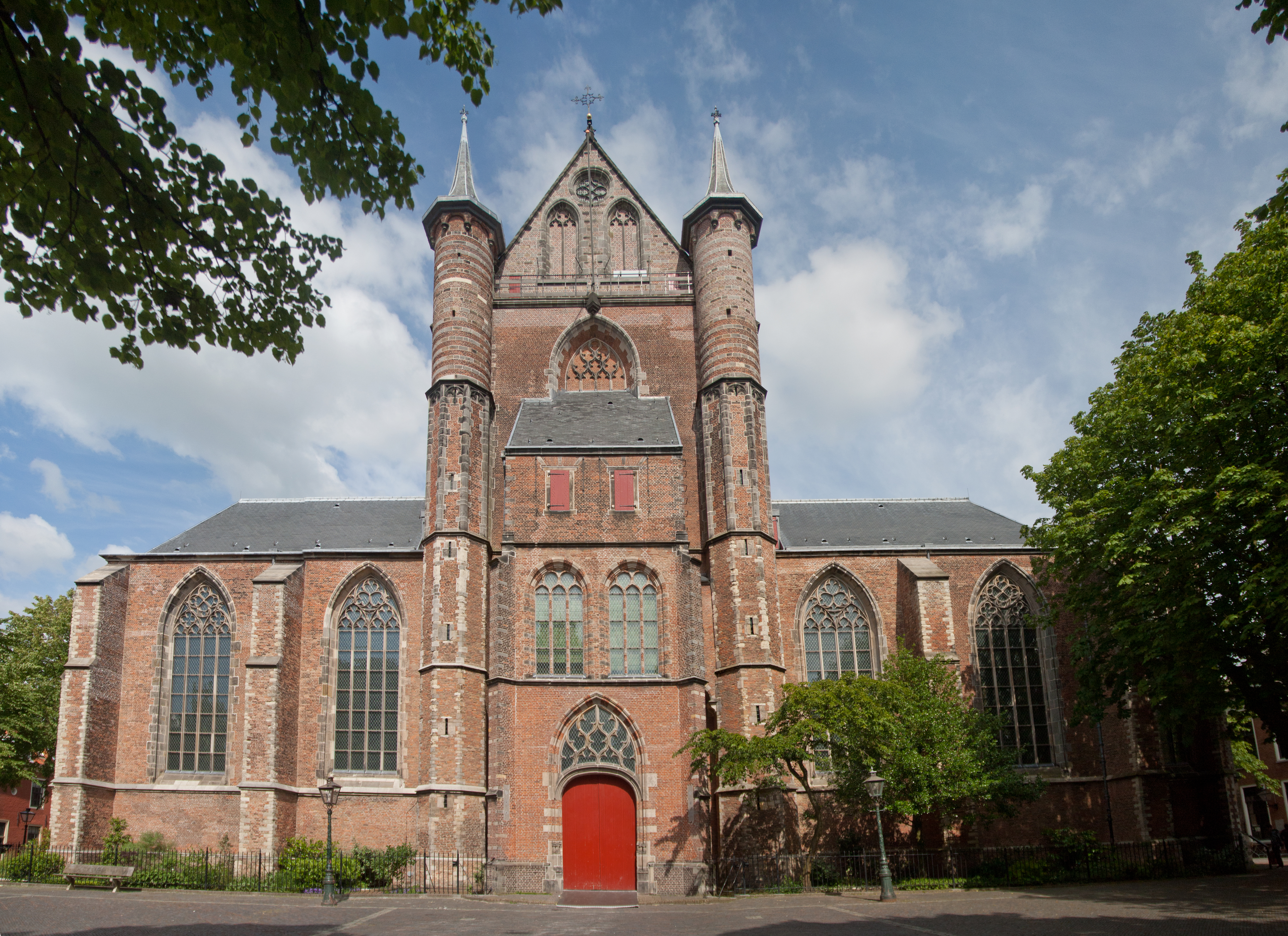
ライデン・ピーテル教会

プリマス・プランテーションに移住した巡礼者の多くは、1609年から1620年にかけてライデン市に居住し、ライデンピーテルスケルク（聖ペテロ教会）での出生、結婚、死亡を記録していた。これを記念して、毎年、ライデンのゴシック様式の教会であるピーテルスケルクで、アメリカの感謝祭の朝に非宗派の感謝祭の礼拝が行われ、巡礼者がライデンで新世界に向かう途中で受けたおもてなしに注目する。
感謝祭は、11月の第1水曜日にオランダの正教会のプロテスタント教会によって行われる。祝日ではない。その日を祝う人は、夕方に教会に行くか、休日をとって朝（そして時には午後）にも教会に行く。

### フィリピン
フィリピンは、20世紀前半はアメリカの植民地だったが、アメリカ人と同じ日に特別な祝日として感謝祭を祝った。第二次世界大戦中の日本の占領中、アメリカ人とフィリピン人の両方が秘密裏に感謝祭を祝った。1945年に日本の撤退後、その伝統は1969年まで続いた。それはフェルディナンドマルコス大統領によって復活しましたが、戒厳令が国に課された毎年9月21日に日付が変更された。1986年にマルコスが追放された後、彼の長い政権の間に起こった物議を醸す出来事のために、伝統はもはや継続されなかった。
2020年の時点で、感謝祭は公式の祝日の地位を剥奪されたものの、商業的および文化的な休日として復活した。SMスーパーモールズは、昔と同じように、米国と同じ日に感謝祭のゆっくりとした復活を先導した。多くのモールやホテルがこの日に特別セールを提供する。これは、9月に始まるフィリピンのクリスマスの長いお祝いの一部である。

### ルワンダ
ルワンダにはウムガヌラの日と呼ばれる祭りがある。この祭りは、ルワンダでの収穫の始まりを記念する感謝祭である。それは8月の第1金曜日に祝われる。

### セントルシア
セントルシアの国は、10月の第1月曜日に感謝祭を祝う。

### シエラレオネ
アフリカにあるシエラレオネの首都フリータウンではコットン・ツリーと呼ばれる伝説の木があり、1792年カナダとアメリカからの黒人解放奴隷がフリータウンに入植しに辿り着いた時、自由の土地に救済された事に神に感謝する為、この木の下で感謝祭が行われ、神への感謝の祈りと讃美歌が歌われたと言う。

## 同様の祝日

### ドイツ

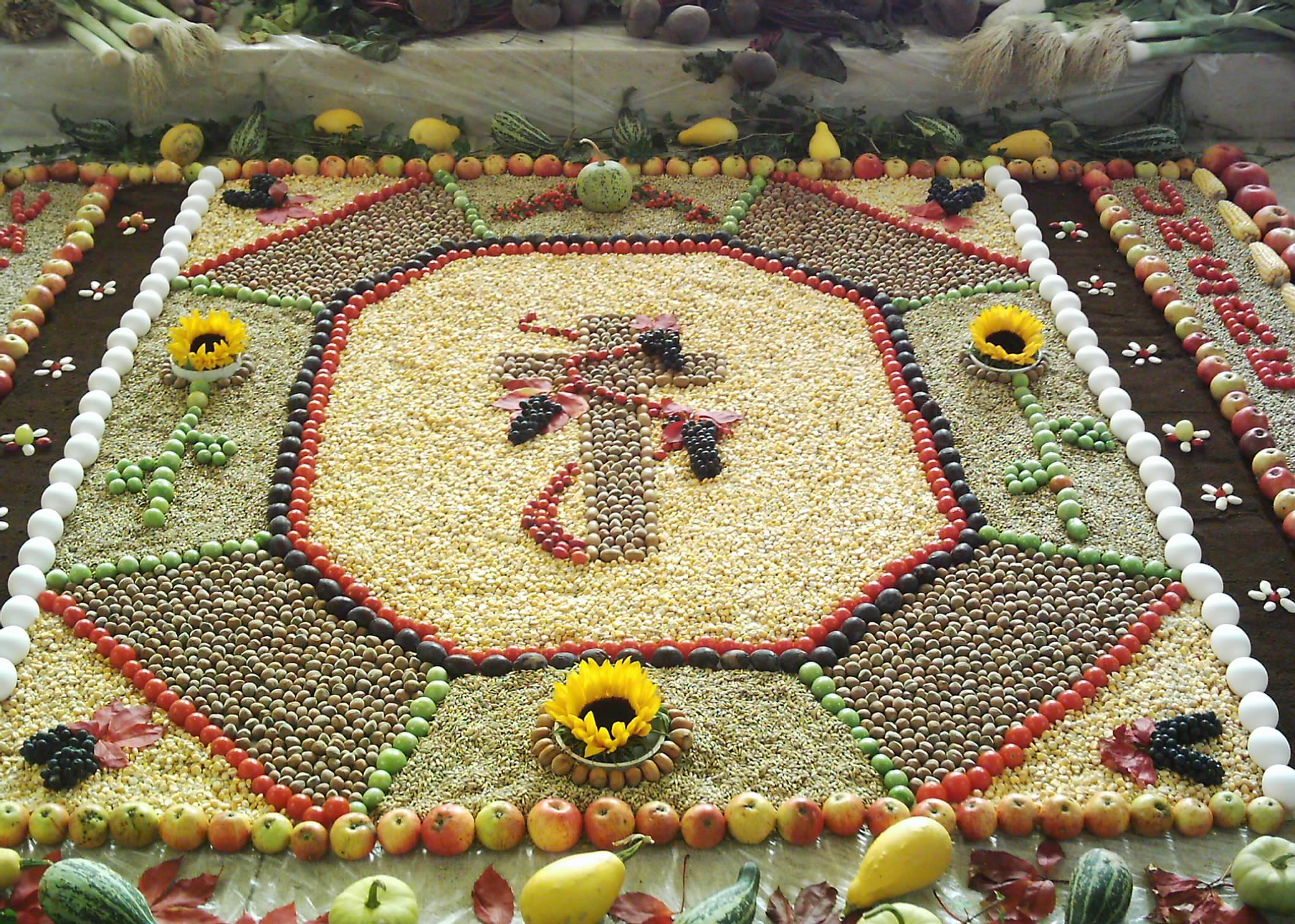
ドイツで祝われるキリスト教の感謝祭の収穫祭、収穫祭の食べ物のデコレーション

ドイツの収穫感謝祭は紀元300年のローマ人由来の宗教で、ドイツの旧来の祝日の一つである。昔ドイツ人の約80パーセントは農民であった。寒い冬の食糧保存量は秋の収穫量に依存した。収穫の労働が終わると家主がすべての家政婦や工夫全人を収穫の実を楽しむために宴会にまねいた。
現代では収穫感謝祭はキリスト教の祝日だが、元々はキリスト教と係らない祝日であった。プロテスタント教の収穫感謝祭は9月29日であるが、カトリック教の収穫感謝祭は10月の最初の日曜日である。収穫感謝礼拝式の為に教会の聖壇を果物や野菜や花で飾る。教区民が麦の穂を使って冠を作る。その冠の下でワイン、小麦粉、蜂蜜、果物を供える。教区民は歌を歌ったり、祈ったり神様への感謝を表す。このような時、自然と人間の密接な関係を思い出す。そして来年も植物がいっぱい実るように祈る。祭りの後で神様へ供えた物を恵まれない人やホームレスにあげることになる。現在のドイツには環境保護、遺伝子操作食物、世界の食料危機や食べ物を粗末にすることは収穫感謝祭では重要なテーマになっている。
ドイツの農民は田畑で麦藁を使って人形を作る。昔は藁人形に火をつけて神様へ生贄ともあった。藁人形は農民の喜びの象徴である。そして畑に立って野原を守るのである。

### 日本
勤労感謝の日（英: Labor Thanksgiving Day）は日本の祝日である。毎年11月23日に開催される。第二次世界大戦後のアメリカの占領中に採択された休日を確立する法律は、労働と生産を記念し、お互いに感謝する機会とされており、感謝祭に関連する。古代の神道の新嘗祭にルーツがある。

### イギリス

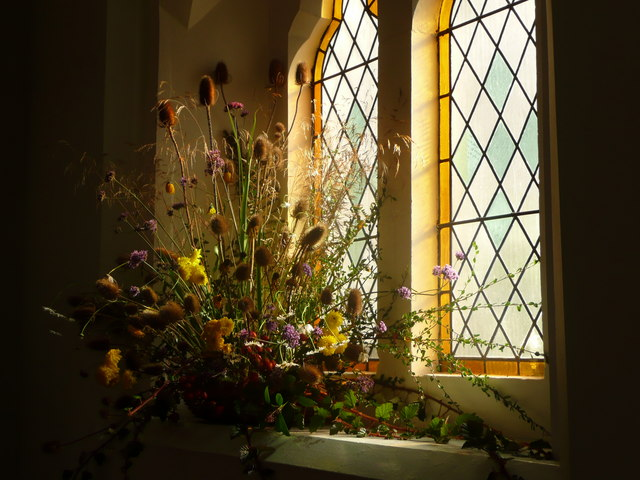
イギリス、シュルーズベリーの教会で収穫祭の花

感謝祭の収穫祭は、英国では公式の日付がない。ただし、伝統的に秋分に最も近い収穫月の日曜日またはその近くで開催される。サクソン人が大麦、オーツ麦、または小麦の最初の束を出産の神に提供するとき、英国での収穫感謝祭はまた、キリスト教以前のルーツを持っている。収穫が最終的に集められたとき、コミュニティは収穫の夕食のために集まった。
キリスト教が英国に到着したとき、多くの伝統が残っていた。9月下旬または10月上旬（カナダと同じ）の学校や教会などでは、収穫の成功を祝い、感謝の気持ちを表すために、歌い、祈り、食べ物や果物のバスケットを飾る。食料のコレクションは通常開催され、ホームレスや困っている人々を支援する地元の慈善団体に提供される。

## 日付

### アメリカ合衆国における感謝祭の日付
現在、アメリカ合衆国などにおいては感謝祭は11月の第4木曜日に祝われる。

#### 日付の修正
米国での感謝祭は、さまざまな日付で行われてきた。建国の父の時代からリンカーンの時代まで、遵守の日付は州ごとに異なっていた。11月の最終木曜日は、19世紀の初めまでにほとんどの米国の州で慣習的な日付になり、撤退の日（独立戦争後に英国が米国を出た日を記念して）の休日と一致し、最終的にはそれに取って代わった。現代の感謝祭は、1863年にエイブラハム・リンカーンによってすべての州で宣言された。リンカーンは、祝日を提唱する約40年間政治家に手紙を書いたサラ・ジョセファ・ヘイルの影響を受けて、11月の最終木曜日に、連合に降り続けた恩恵と軍事的成功を祝って、全国的な感謝祭を宣言した。戦争では、またアメリカ国民に、「私たちの国の逆境と不従順に対する謙虚な悔恨をもって..国の傷を癒すために全能の手の介入を熱心に懇願する...」内戦が続いていたため、1870年代に復興が完了するまで、全国的な感謝祭のお祝いは実現しなかった。
1939年10月31日、フランクリン・D・ルーズベルト大統領は、ビジネス上の理由から、休日を11月の最後の木曜日の次の休日に変更する大統領宣言に署名した。1941年12月26日、彼は全国感謝祭を11月の第4木曜日に変更する議会の共同決議に署名した。
アメリカの月曜休日統一法が施行された1971年以来、アメリカのコロンブスデーの遵守は、カナダの感謝祭の遵守と一致している。

#### アメリカにおける感謝祭の日付表（1985–2029）
(この節の出典)
| 11月22日 | 11月23日 | 11月24日 | 11月25日 | 11月26日 | 11月27日 | 11月28日 |
| -------- | -------- | -------- | -------- | -------- | -------- | -------- |
| 1990年   | 1989年   | 1988年   |          | 1987年   | 1986年   | 1985年   |
|          | 1995年   | 1994年   | 1993年   | 1992年   |          | 1991年   |
| 2001年   | 2000年   |          | 1999年   | 1998年   | 1997年   | 1996年   |
| 2007年   | 2006年   | 2005年   | 2004年   |          | 2003年   | 2002年   |
| 2012年   |          | 2011年   | 2010年   | 2009年   | 2008年   |          |
| 2018年   | 2017年   | 2016年   |          | 2015年   | 2014年   | 2013年   |
|          | 2023年   | 2022年   | 2021年   | 2020年   |          | 2019年   |
| 2029年   | 2028年   |          | 2027年   | 2026年   | 2025年   | 2024年   |

### カナダにおける感謝祭の日付
カナダにおいて感謝祭は10月の第2月曜日に祝われる。

#### 日付の修正
カナダでの初期の感謝祭のお祝いは、北の冬の早い時期の始まりに起因しているため、収穫期が早く終わる。カナダでの感謝祭は、19世紀後半まで決まった日付がなかった。カナダ連邦の前に、カナダの州の個々の植民地総督の多くは、感謝祭の彼ら自身の日を宣言した。最初の公式のカナダの感謝祭は、1872年4月15日、国がプリンスオブウェールズの深刻な病気からの回復を祝っていたときに行われた。
19世紀の終わりまでに、感謝祭は通常11月6日に祝われた。19世紀の終わりに、民兵は感謝祭の日に公共の娯楽のために「偽の戦い」を上演した。民兵は休暇の早い時期に動揺したので、彼らは暖かい天候を利用してより多くの群衆を引き寄せることができた。 しかし、第一次世界大戦が終わったとき、休戦記念日の休日は通常同じ週に開催された。2つの休日が互いに衝突するのを防ぐために、1957年にカナダ議会は、感謝祭が10月の第2月曜日の現在の日に行われることを宣言した。